# Водоотведение Екатеринбурга
Водоотведение Екатеринбурга — это процесс обеспечения бесперебойного водоотведения и очистки хозяйственно-бытовых стоков от потребителей в необходимом объеме, необходимом для функционирования Екатеринбургской агломерации, а также обеспечения защиты окружающей среды от негативного воздействия.

## Общие сведения
Водоотведение города Екатеринбурга представляет собой сложный комплекс инженерных сооружений и процессов, условно разделенных на три составляющих:
1. Сбор и транспортировка хозяйственно-бытовых сточных вод от населения и предприятий города, не нормативно очищенных производственных сточных вод от промышленных предприятий, по самотечным и напорным коллекторам водоотведения на городские станции аэрации. Дополнительно происходит неорганизованное поступление в сети водоотведения стоков ливневых и талых вод при недостаточно развитой системе ливневой канализации города;
2. Обработка и утилизация осадков сточных вод.
3. Механическая  и биологическая очистка поступивших сточных вод на станциях аэрации и сброс очищенных сточных вод в водные объекты.

Доля предоставления услуг водоотведения МУП «Водоканал» составляет 94 %. Доля потребления по категориям абонентов от общего
водоотведения составляет:
- Население – 80 %;
- Промышленность, бюджетные организации и прочие потребители (с учетом сверхлимитного потребления) – 19 %;
- Прочие потребители (услуги очистных сооружений) – 1 %.

## Приём и транспортировка стоков от потребителя
Территориально в Муниципальном образовании «город Екатеринбург» существуют два основных бассейна канализования:
1. Северный: стоки от планировочных районов Орджоникидзевский, Садовый, ПКЗ Аппаратная транспортируются на Северную аэрационную станцию (текущая проектная производительность Северной аэрационной станции – 100 тыс. м3/сут.);
2. Южный: стоки от остальных жилых районов города Екатеринбурга через дворовые, уличные, внутриквартальные сети канализации и главные загородные коллекторы транспортируются на Южную аэрационную станцию (текущая проектная производительность Южной аэрационной станции – 550 тыс. м3/ сут.).

Существуют также локальные бассейны канализования отдаленных территорий Муниципального образования «город Екатеринбург» (жилые районы Северка, Калиновский, Чусовское озеро, Верхнемакарово).
Сети водоотведения Муниципального образования «город Екатеринбург» представляют собой сложную инженерную систему, включающую: наружные сети водоотведения – 1275 км, канализационные насосные станции – 58 шт., дюкеры – 7 шт., акведуки – 4 шт.

## Обработка и утилизация осадков, очистка сточных вод и сброс в объекты-приемники
После сбора сточных вод от потребителей они поступают на аэрационные станции, где проходят биологическую и механическую очистку. После очистки очищенные сточные воды сбрасываются в водные объекты-приемники, а осадок сточных вод утилизируется. В настоящее время обезвоженный осадок вывозится на полигоны.